# Sức khỏe của phụ nữ
Sức khỏe của phụ nữ đề cập đến sức khỏe của phụ nữ, khác với sức khỏe của đàn ông theo nhiều cách độc đáo. Sức khỏe phụ nữ là một ví dụ về sức khỏe dân số, trong đó sức khỏe được Tổ chức Y tế Thế giới định nghĩa là "tình trạng hoàn toàn khỏe mạnh về thể chất, tinh thần và xã hội và không chỉ đơn thuần là không có bệnh tật hay bệnh tật". Thường được coi là sức khỏe sinh sản một cách đơn giản của phụ nữ, nhiều nhóm tranh luận về định nghĩa rộng hơn liên quan đến sức khỏe tổng thể của phụ nữ, được thể hiện rõ hơn là "Sức khỏe của phụ nữ". Những khác biệt này càng trở nên trầm trọng hơn ở các nước đang phát triển nơi phụ nữ, mà có sức khỏe bao gồm cả rủi ro và kinh nghiệm, bị hạn chế hơn nữa.
Mặc dù phụ nữ ở các nước công nghiệp đã thu hẹp khoảng cách giới tính trong tuổi thọ và hiện đang sống lâu hơn nam giới, trong nhiều lĩnh vực sức khỏe họ gặp phải bệnh sớm hơn và nghiêm trọng hơn với kết quả kém hơn. Giới vẫn là một yếu tố xã hội quyết định sức khỏe quan trọng, vì sức khỏe của phụ nữ không chỉ bị ảnh hưởng bởi sinh học mà còn bởi các điều kiện như nghèo đói, việc làm và trách nhiệm gia đình. Phụ nữ từ lâu đã bị thiệt thòi ở nhiều khía cạnh như sức mạnh kinh tế và xã hội hạn chế khả năng tiếp cận các nhu cầu thiết yếu của cuộc sống bao gồm chăm sóc sức khỏe và mức độ bất lợi càng lớn, như ở các nước đang phát triển, tác động xấu đến sức khỏe càng lớn.
Sức khỏe sinh sản và tình dục của phụ nữ có sự khác biệt rõ rệt so với sức khỏe của nam giới. Ngay cả ở các nước phát triển, việc mang thai và sinh nở có liên quan đến rủi ro đáng kể đối với phụ nữ có tỷ lệ tử vong bà mẹ chiếm hơn một phần tư triệu ca tử vong mỗi năm, với khoảng cách lớn giữa các nước đang phát triển và đang phát triển. Bệnh kèm theo từ bệnh không sinh sản khác như bệnh tim mạch góp phần vào cả tỷ lệ tử vong và bệnh tật của thai kỳ, bao gồm cả tiền sản giật. Nhiễm trùng lây truyền qua đường tình dục có hậu quả nghiêm trọng đối với phụ nữ và trẻ sơ sinh, lây truyền từ mẹ sang con dẫn đến các kết quả như thai chết lưu và tử vong sơ sinh và bệnh viêm vùng chậu dẫn đến vô sinh. Ngoài vô sinh do nhiều nguyên nhân khác, kiểm soát sinh đẻ, mang thai ngoài ý muốn, hoạt động tình dục không có ý thức và đấu tranh để được phá thai cũng tạo ra những gánh nặng khác cho phụ nữ.
Trong khi tỷ lệ các nguyên nhân hàng đầu gây tử vong, bệnh tim mạch, ung thư và bệnh phổi, tương tự ở phụ nữ và nam giới, phụ nữ có những trải nghiệm khác nhau. Ung thư phổi đã vượt qua tất cả các loại ung thư khác là nguyên nhân hàng đầu gây tử vong ung thư ở phụ nữ, tiếp theo là ung thư vú, ung thư đại trực tràng, buồng trứng, tử cung và cổ tử cung. Mặc dù hút thuốc là nguyên nhân chính gây ung thư phổi, trong số những phụ nữ không hút thuốc, nguy cơ phát triển ung thư cao gấp ba lần so với những người đàn ông không hút thuốc. Mặc dù vậy, ung thư vú vẫn là ung thư phổ biến nhất ở phụ nữ ở các nước phát triển và là một trong những bệnh mãn tính quan trọng hơn của phụ nữ, trong khi ung thư cổ tử cung vẫn là một trong những bệnh ung thư phổ biến nhất ở các nước đang phát triển, liên quan đến vi rút papiloma ở người (HPV), một bệnh lây truyền qua đường tình dục quan trọng. Vắc-xin HPV cùng với sàng lọc cho phép có thể kiểm soát các bệnh này. Các vấn đề sức khỏe quan trọng khác đối với phụ nữ bao gồm bệnh tim mạch, trầm cảm, mất trí nhớ, loãng xương và thiếu máu. Một trở ngại lớn cho việc cải thiện sức khỏe của phụ nữ là sự thể hiện của họ trong các nghiên cứu, sự bất bình đẳng được giải quyết ở Hoa Kỳ và các quốc gia phương Tây khác bằng việc thành lập các trung tâm xuất sắc trong nghiên cứu sức khỏe phụ nữ và các thử nghiệm lâm sàng quy mô lớn như Sáng kiến Sức khỏe Phụ nữ.